# Vlajka Balúčistánu

Vlajka Balúčistánu

Vlajka Balúčistánu je vlajka používána balúčistánským nacionálním hnutím, vedoucím ozbrojený boj za nezávislost Balúčistánu, (provincie Pákistánu). 

## Symbolika vlajky
Barvy a obrazy ve vlajce Balúčistánu symbolizují:
- Zelená – barva prosperity – vysušená země Balúčistánu se po dešti zazelená, když začnou rašit rostliny. Svoboda je ako déšť a když je zachycen, vyraší Balúčínský národ do prosperity.
- Červená – barva krve, otužilosti a srdnatosti – Balúchové hrdě obětují svoje životy a prolijí svoji krev na půdě Balúčistánu za svobodu.
- Modrá – barva moře a nebe, a to znamená bdělost, vytrvalost a spravedlnost – Balúčistánci budou pokračovat ve svém úsilí, dokud nedosáhnou svobody a spravedlnosti nebude vykonáno..
- Bílá – barva míru, čistoty a nevinnosti – Balúčistánci chtějí žít v míru a harmonii jako svobodný národ.
- Východ slunce – znak nového začátku – balúčistánský národ začíná nový den jako svobodný národ.